# Habib Diallo
Habibou Mouhamadou Diallo (Thiès, 18 de junio de 1995), más conocido como Habib Diallo, es un futbolista senegalés que juega de delantero en el Damac Club de la Liga Profesional Saudí.

## Trayectoria
Comenzó su carrera deportiva en el F. C. Metz en 2015, de la Ligue 2, equipo con el que ascendió a la Ligue 1, pero que le cedió en el mercado de invierno de 2017 al Stade Brestois 29, también de la Ligue 2.
Su rendimiento en el Brest, le llevó a continuar cedido en el equipo bretón una temporada más, disputando 34 partidos y marcando 9 goles.
En 2018 regresó al Metz, logrando explotar en la temporada 2018-19, en la que hizo 26 goles en 37 partidos, siendo el segundo máximo goleador de la categoría, solo por detrás de Gaëtan Charbonnier, y liderando a su equipo al ascenso a la Ligue 1. 
Asentado como titular en el equipo de Metz, consiguió asentarse en la máxima categoría del fútbol francés, siendo, además, uno de los mayores goleadores de la competición durante la primera vuelta.
El 5 de octubre de 2020 fue traspasado al R. C. Estrasburgo, con el que firmó un contrato por cinco temporadas. Después de haber cumplido tres de ellas, en agosto de 2023 fue vendido al Al-Shabab Club saudí. En su primer año disputó treinta partidos, en los que marcó cinco goles, y en agosto de 2024 fue cedido al Damac Club.

## Selección nacional
Es internacional con la selección de fútbol de Senegal desde el 17 de noviembre de 2018, en un partido de clasificación para la Copa Africana de Naciones de 2019.

## Clubes
| Club                            | Temporada     | Div.          | Liga  | Liga  | Copas nacionales | Copas nacionales | Copas internacionales | Copas internacionales | Total | Total |
| Club                            | Temporada     | Div.          | Part. | Goles | Part.            | Goles            | Part.                 | Goles                 | Part. | Goles |
| ------------------------------- | ------------- | ------------- | ----- | ----- | ---------------- | ---------------- | --------------------- | --------------------- | ----- | ----- |
| F. C. Metz II Francia           | 2013-14       | 5.ª           | 5     | 0     | 0                | 0                | -                     | -                     | 5     | 0     |
| F. C. Metz II Francia           | 2014-15       | 4.ª           | 18    | 1     | 0                | 0                | -                     | -                     | 18    | 1     |
| F. C. Metz II Francia           | 2015-16       | 5.ª           | 5     | 2     | 0                | 0                | -                     | -                     | 5     | 2     |
| F. C. Metz II Francia           | 2016-17       | 5.ª           | 1     | 1     | 0                | 0                | -                     | -                     | 1     | 1     |
| F. C. Metz II Francia           | Total club    | Total club    | 29    | 4     | 0                | 0                | -                     | -                     | 29    | 4     |
| F. C. Metz Francia              | 2015-16       | 2.ª           | 17    | 9     | 1                | 0                | -                     | -                     | 18    | 9     |
| F. C. Metz Francia              | 2016-17       | 1.ª           | 19    | 1     | 4                | 0                | -                     | -                     | 23    | 1     |
| F. C. Metz Francia              | 2017-18       | 1.ª           | 1     | 0     | 0                | 0                | -                     | -                     | 1     | 0     |
| Stade Brestois (cedido) Francia | 2016-17       | 2.ª           | 16    | 7     | 0                | 0                | -                     | -                     | 16    | 7     |
| Stade Brestois (cedido) Francia | 2017-18       | 2.ª           | 34    | 9     | 2                | 2                | -                     | -                     | 36    | 11    |
| Stade Brestois (cedido) Francia | Total club    | Total club    | 50    | 16    | 2                | 2                | -                     | -                     | 52    | 18    |
| F. C. Metz Francia              | 2018-19       | 2.ª           | 37    | 26    | 6                | 0                | -                     | -                     | 43    | 26    |
| F. C. Metz Francia              | 2019-20       | 1.ª           | 26    | 12    | 1                | 0                | -                     | -                     | 27    | 12    |
| F. C. Metz Francia              | 2020-21       | 1.ª           | 4     | 0     | 0                | 0                | -                     | -                     | 4     | 0     |
| F. C. Metz Francia              | Total club    | Total club    | 104   | 48    | 12               | 0                | -                     | -                     | 116   | 48    |
| R. C. Estrasburgo Francia       | 2020-21       | 1.ª           | 32    | 9     | 0                | 0                | -                     | -                     | 32    | 9     |
| R. C. Estrasburgo Francia       | 2021-22       | 1.ª           | 31    | 11    | 2                | 1                | -                     | -                     | 33    | 12    |
| R. C. Estrasburgo Francia       | 2022-23       | 1.ª           | 30    | 15    | 1                | 0                | -                     | -                     | 31    | 15    |
| R. C. Estrasburgo Francia       | Total club    | Total club    | 93    | 35    | 3                | 1                | -                     | -                     | 96    | 36    |
| Total carrera                   | Total carrera | Total carrera | 276   | 103   | 17               | 3                | -                     | -                     | 293   | 106   |

## Palmarés

### Títulos internacionales
| Título                    | Club (*)             | Sede    | Año  |
| ------------------------- | -------------------- | ------- | ---- |
| Copa Africana de Naciones | Selección de Senegal | Camerún | 2021 |

(*) Incluyendo la selección.